# Sidi Lantri
Sidi Lantri (în arabă سيدي العنترى) este o comună din provincia Tissemsilt, Algeria.
Populația comunei este de 6.053 de locuitori (2008).